# 芒德城 (南达科他州)
芒德城（英語：Mound City），是美国南达科他州下属的一座城市。根据2010年美国人口普查，该市有人口69人。论人口在本州排行第257。